# Raphael Claus
Raphael Claus (Santa Bárbara d'Oeste, 6 september 1979) is een Braziliaans voetbalscheidsrechter. Hij is in dienst van FIFA en CONMEBOL sinds 2015. Ook leidt hij sinds 2012 wedstrijden in de Série A.
Op 19 mei 2012 leidde Claus zijn eerste wedstrijd in de Braziliaanse nationale competitie. Tijdens het duel tussen Palmeiras en Portuguesa (1–1) trok de leidsman viermaal de gele kaart. In continentaal verband debuteerde hij op 12 augustus 2015 tijdens een wedstrijd tussen Liga de Loja en Independiente Santa Fe in de eerste ronde van de Copa Sudamericana; het eindigde in 0–0 en de Braziliaanse scheidsrechter gaf vijf gele kaarten. Zijn eerste interland floot hij op 8 juni 2018, toen Uruguay met 3–0 won van Oezbekistan in een vriendschappelijke wedstrijd door doelpunten van Giorgian De Arrascaeta, Luis Suárez en José María Giménez. Tijdens dit duel gaf Claus drie gele kaarten en een rode.
In mei 2022 werd hij gekozen als een van de scheidsrechters die actief zouden zijn op het WK 2022 in Qatar.

## Interlands
| Datum             | Plaats                          | Wedstrijd             | Uitslag    | Competitie           | Kreeg geel | Kreeg voor de tweede keer geel en dus rood | Weggestuurd |
| ----------------- | ------------------------------- | --------------------- | ---------- | -------------------- | ---------- | ------------------------------------------ | ----------- |
| 8 juni 2018       | Montevideo, Uruguay             | Uruguay – Oezbekistan | 3 – 0      | Vriendschappelijk    | 3          | 0                                          | 1           |
| 25 juni 2019      | Rio de Janeiro, Brazilië        | Chili – Uruguay       | 0 – 1      | Copa América 2019    | 1          | 0                                          | 0           |
| 13 november 2020  | Buenos Aires, Argentinië        | Argentinië – Paraguay | 1 – 1      | WK 2022 kwalificatie | 6          | 0                                          | 0           |
| 21 juni 2021      | Cuiabá, Brazilië                | Uruguay – Chili       | 1 – 1      | Copa América 2021    | 2          | 0                                          | 0           |
| 29 juni 2021      | Rio de Janeiro, Brazilië        | Uruguay – Paraguay    | 1 – 0      | Copa América 2021    | 2          | 0                                          | 0           |
| 10 juli 2021      | Brasilia, Brazilië              | Colombia – Peru       | 3 – 2      | Copa América 2021    | 5          | 0                                          | 0           |
| 6 september 2021  | Asunción, Paraguay              | Paraguay – Colombia   | 1 – 1      | WK 2022 kwalificatie | 8          | 0                                          | 0           |
| 15 oktober 2021   | Santiago, Chili                 | Chili – Venezuela     | 3 – 0      | WK 2022 kwalificatie | 4          | 0                                          | 0           |
| 2 februari 2022   | Córdoba, Argentinië             | Argentinië – Colombia | 1 – 0      | WK 2022 kwalificatie | 4          | 0                                          | 0           |
| 30 maart 2022     | Guayaquil, Ecuador              | Ecuador – Argentinië  | 1 – 1      | WK 2022 kwalificatie | 8          | 0                                          | 0           |
| 21 november 2022  | Ar Rayyan, Qatar                | Engeland – Iran       | 6 – 2      | WK 2022              | 2          | 0                                          | 0           |
| 1 december 2022   | Doha, Qatar                     | Canada – Marokko      | 1 – 2      | WK 2022              | 4          | 0                                          | 0           |
| 13 oktober 2023   | Buenos Aires, Argentinië        | Argentinië – Paraguay | 1 – 0      | WK 2026 kwalificatie | 3          | 0                                          | 0           |
| 27 juni 2024      | Inglewood, Verenigde Staten     | Venezuela – Mexico    | 1 – 0      | Copa América 2024    | 4          | 0                                          | 0           |
| 15 juli 2024      | Miami Gardens, Verenigde Staten | Argentinië – Colombia | 1 – 0 n.v. | Copa América 2024    | 3          | 0                                          | 0           |
| 11 september 2024 | Maturín, Venezuela              | Venezuela – Uruguay   | 0 – 0      | WK 2026 kwalificatie | 7          | 0                                          | 0           |
| 10 oktober 2024   | Quito, Ecuador                  | Ecuador – Paraguay    | 0 – 0      | WK 2026 kwalificatie | 2          | 0                                          | 0           |

Laatst bijgewerkt op 27 november 2024.